# Glomus epigaeum
Glomus epigaeum är en svampart som beskrevs av B.A. Daniels & Trappe 1979. Glomus epigaeum ingår i släktet Glomus och familjen Glomeraceae.   Inga underarter finns listade i Catalogue of Life.